# Cyclophorus (chi ốc cạn)
Cyclophorus là một chi ốc hô hấp trên cạn cỡ nhỏ có nắp, là động vật thân mềm chân bụng có phổi sống trên cạn thuộc họ Cyclophoridae.

## Các loài
Các loài thuộc chi Cyclophorus bao gồm:
- Cyclophorus borneensis Metcalf, 1859
- Cyclophorus elegans Moellendorff, 1881
- Cyclophorus fulguratus (L. Pfeiffer, 1852)
- †Cyclophorus horridulum (Morelet, 1882) (extinct)
- Cyclophorus niahensis Godwin-Austen, 1889
- Cyclophorus perdix Broderip and Sowerby, 1829
- Cyclophorus semisulcatus Sowerby, 1843

## Hình ảnh

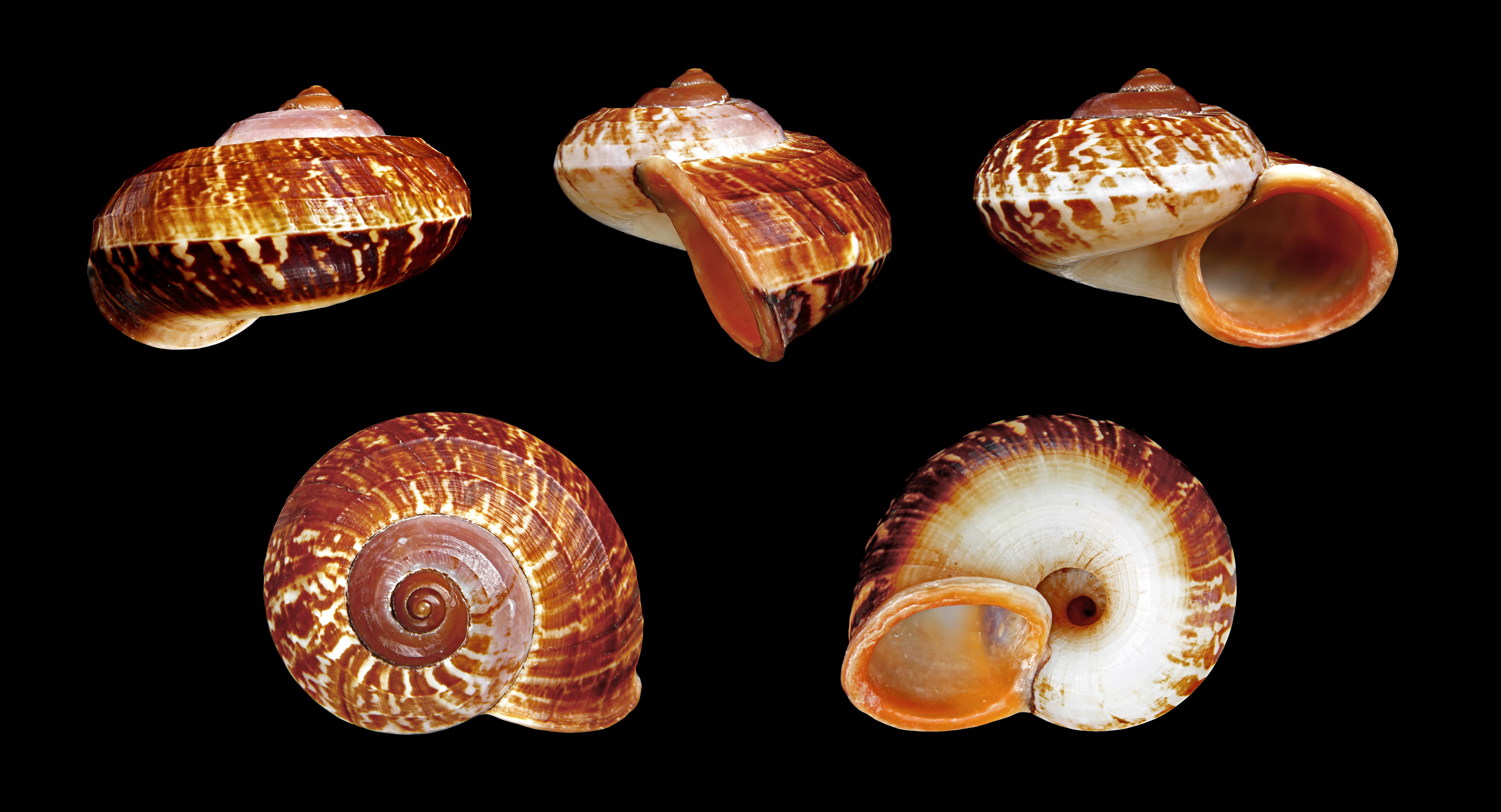
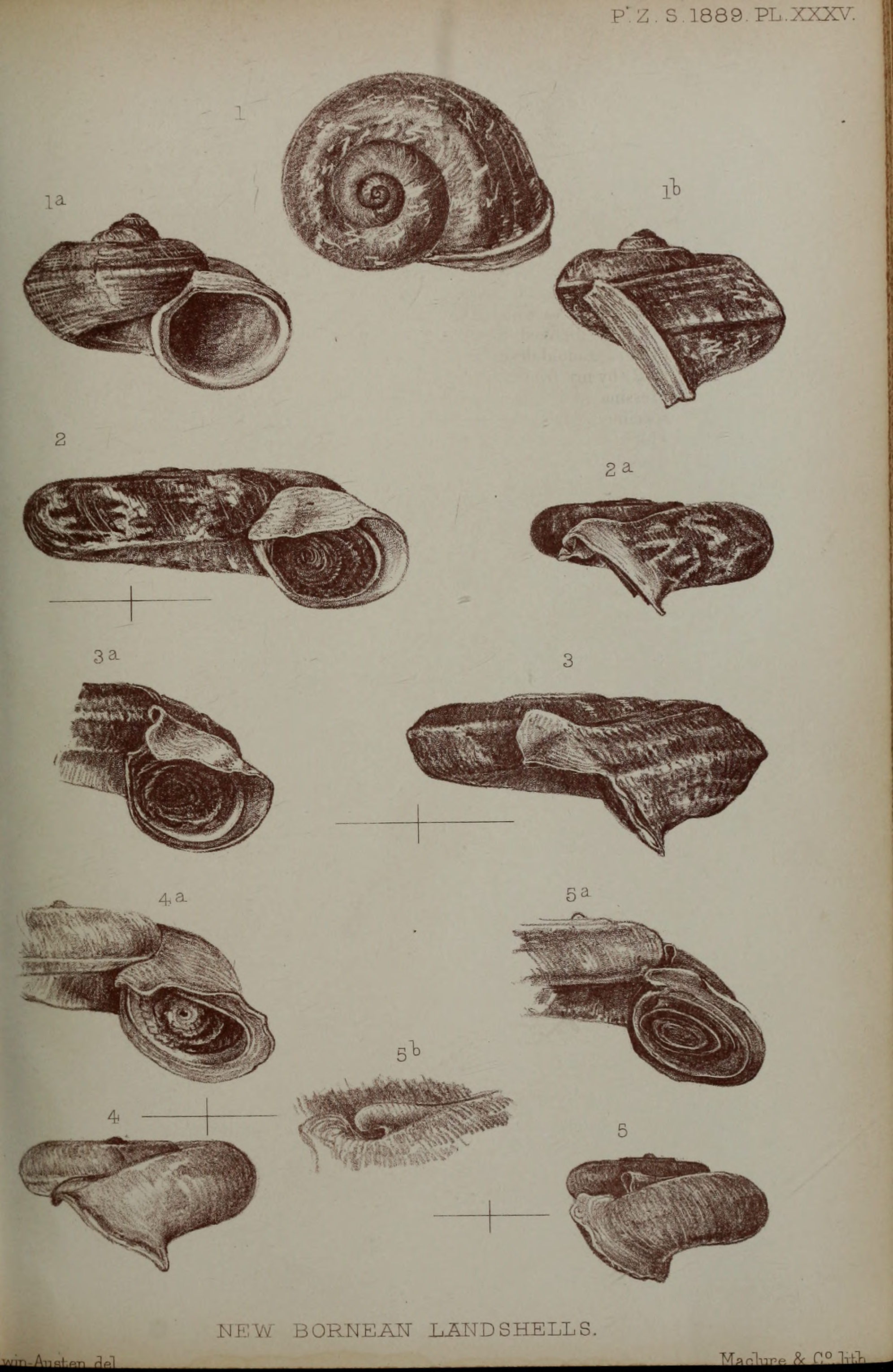